# Primero de Marzo (Paraguay)
Primero de Marzo es un distrito paraguayo del Departamento de Cordillera. Está ubicada a 100 km de Asunción. El río Yhaguy baña la ribera oriental de su tierra.

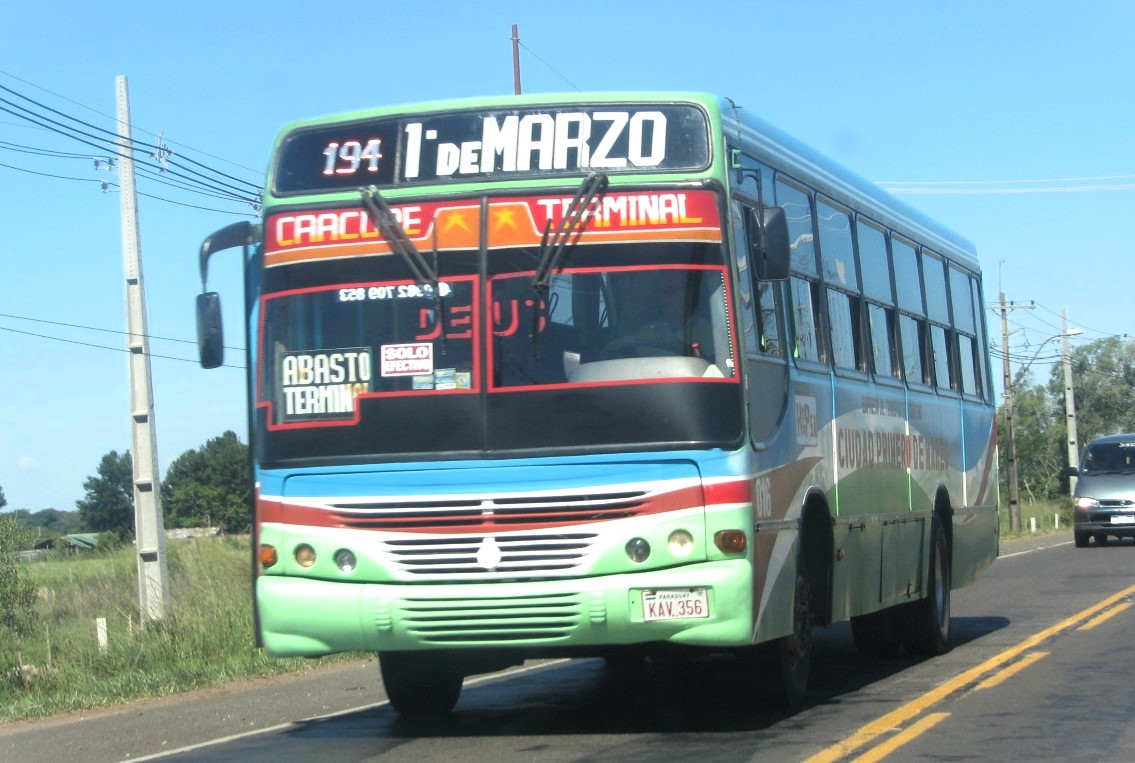
Colectivo de la empresa 1° de Marzo, a su paso por la Ruta PY02.

## Toponimia
Su topónimo deriva de la histórica fecha del 1 de marzo de 1870, cuando el presidente paraguayo Mariscal Francisco Solano López fue muerto en acción de combate contra tropas brasileñas en Cerro Corá, dando fin a la Guerra Grande contra la Triple Alianza.

## Historia
El legítimo propietario de la tierra, en que se halla asentado el pueblo Primero de Marzo, fue José María González. Este hombre, fundó una sociedad para explotar maderas en rollos, juntamente con un tal capitán Ortiz, veterano héroe de la Guerra de la Triple Alianza. Inmensa riqueza forestal cubría toda esta zona; de su seno se extraían el Lapacho, Acacia, Timbó, Guajayví, Urunday, Iviraró, Cedro, y otras de igual calidad.
Acaecida la muerte de José María González, la dirección de la sociedad maderera y el título de la propiedad quedaron en manos del capitán Ortiz, de allí en adelante este señor se convertiría en el verdadero propietario.
Pasaron los años; también la muerte le sobrevino al veterano de La Guerra Grande sin que dejara heredero alguno. Entonces surgieron varios codiciosos. Estos vivían en constantes litigios por el dominio de la tierra durante varios años, pues las preciosas maderas en rollos les ofrecían pingües ganancias. Entre estos señores que se disputaban la posesión de esta exuberante vegetación, cabe destacar los nombres de Pedro Tomás Rolón y Dionisio Godoy, quienes se impusieron definitivamente a los demás gracias a sus astucias. Vinieron después los acuerdos amistosos entre ambos. Resolvieron dividir la tierra en dos enormes fracciones. A la primera lindante con la línea demarcadora jurisdiccional de Arroyos y Esteros, la bautizaron con el nombre de Garayo, la cual fue adjudicada al señor Dionisio Godoy. La segunda fracción recibió el nombre de Chako'i, y se extendía hasta la línea demarcadora jurisdiccional de Caraguatay, la cual quedó en dominio de Pedro Tomás Rolón.
Hay datos fehacientes que humildes labriegos se hallaban afincados en la zona, que posteriormente se denominó con el nombre de Chako'i, en la década de 1890. La colonización de Chako'i fue conquistada en el año 1931 con el loteamiento total de la tierra. Este loteamiento fue efectuado por el agrimensor Pedro Tomás Ayala. En esta forma, un grupo de hombres dieron origen a la fundación de la "Colonia Primero de Marzo".
En el año 1955, en virtud de la Ley N.º 260 del 23 de junio, esta colonia fue elevada al rango de distrito de Primero de Marzo. La fiesta patronal es el 25 de diciembre en honor al Niño Jesús.

## Geografía
Limita al norte con Arroyos y Esteros, al sur con Isla Pucú, al este con San José Obrero, y al oeste con Tobatí.
El clima en el departamento de la Cordillera es templado y seco. La temperatura media es de 22 °C, la máxima en verano 39 °C y la mínima en invierno, 3 °C.